# Водопадная (приток Партизанской)
Водопа́дная (до 1972 года Шиненгоу) — река на Дальнем Востоке России, в Партизанском районе Приморского края, левый приток реки Партизанской.
Длина реки — 36 км, площадь водосборного бассейна — 190 км², общее падение реки 922 м, средний уклон 25,6 ‰.
Река Водопадная берёт начало на западных отрогах Партизанского хребта, у горы Высокой, течёт на запад и впадает в реку Партизанская у села Николаевка Партизанского района.

## Галерея

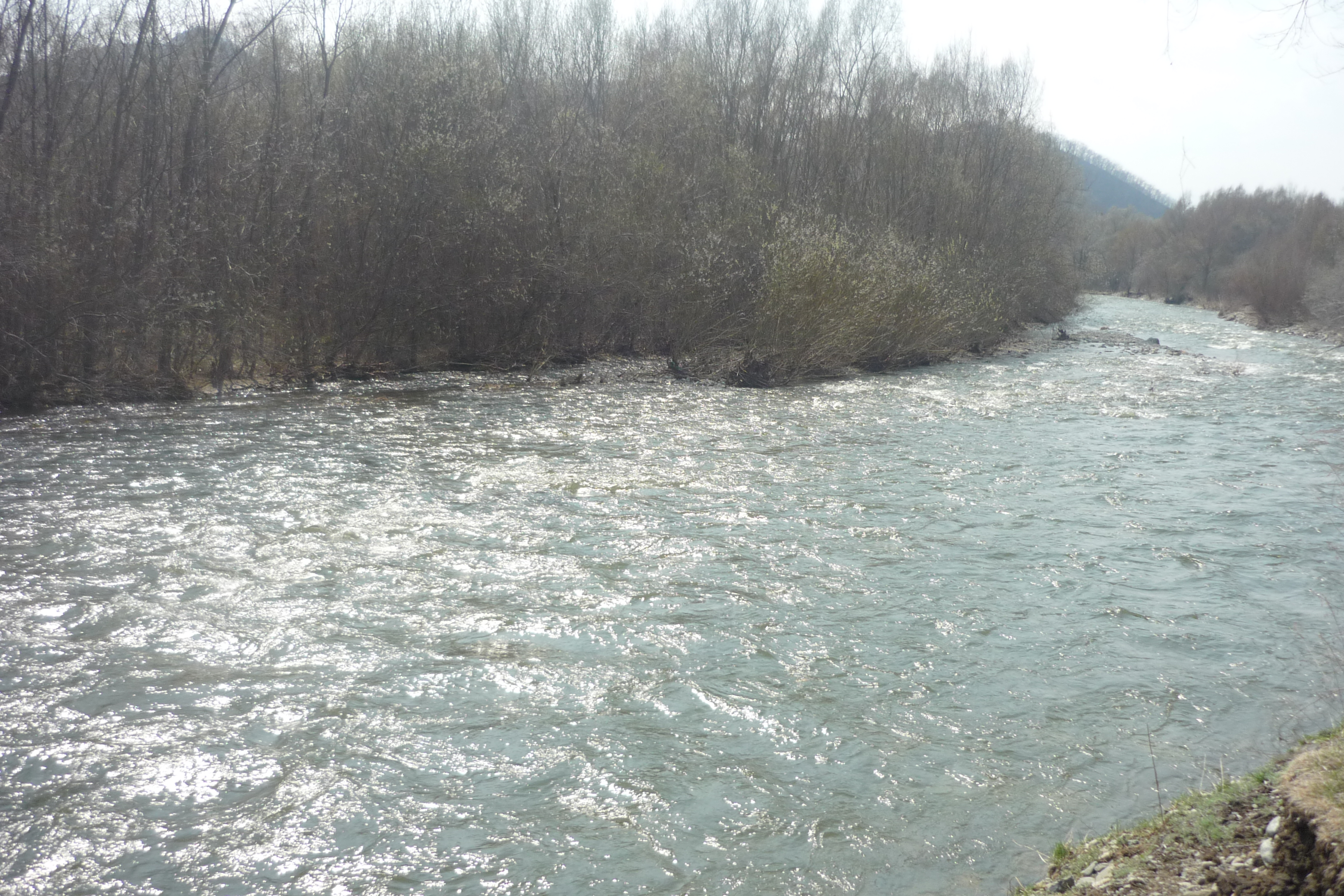
Водопадная у села Николаевка Партизанского района, май 2010 года
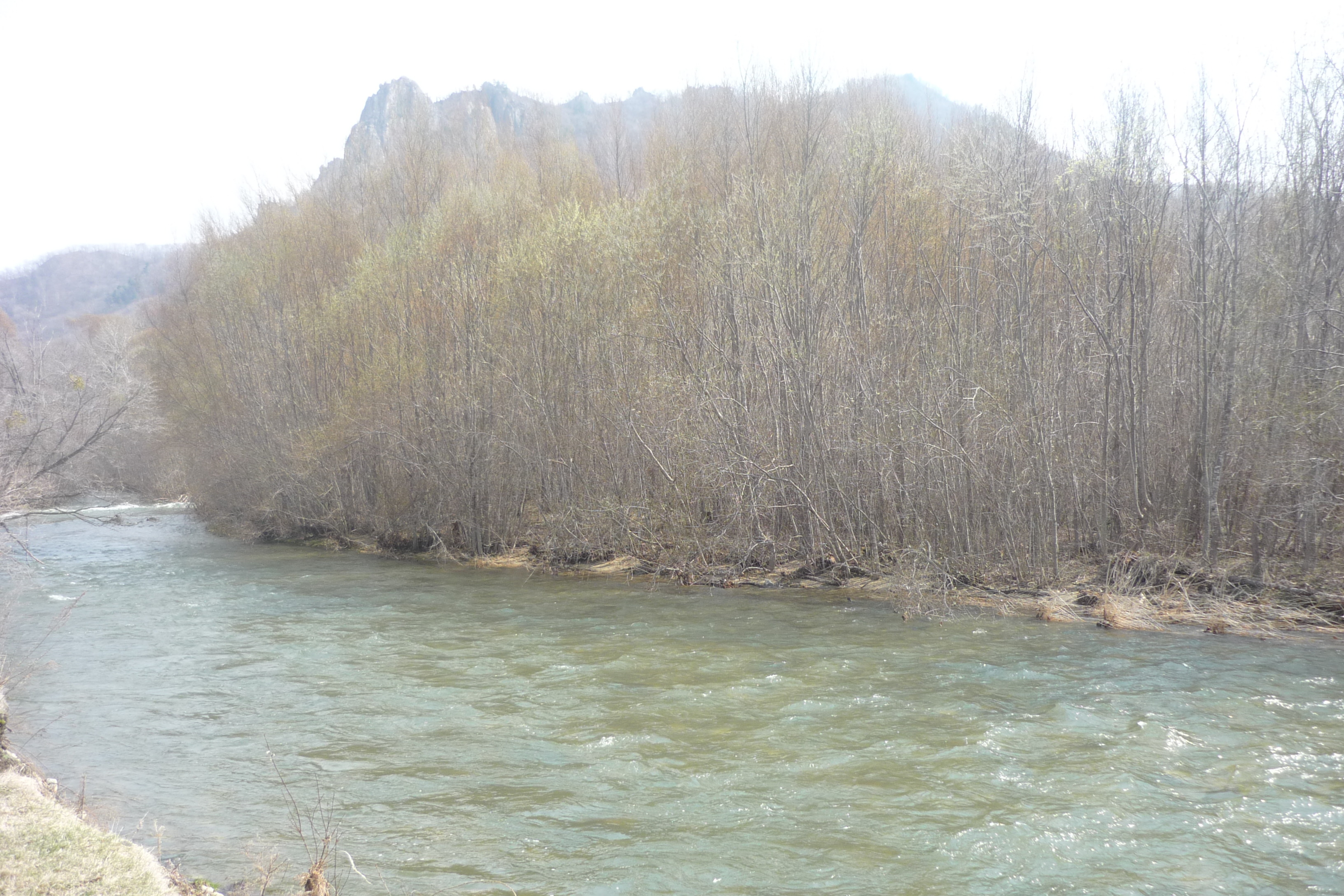
Водопадная у села Николаевка Партизанского района, май 2010 года
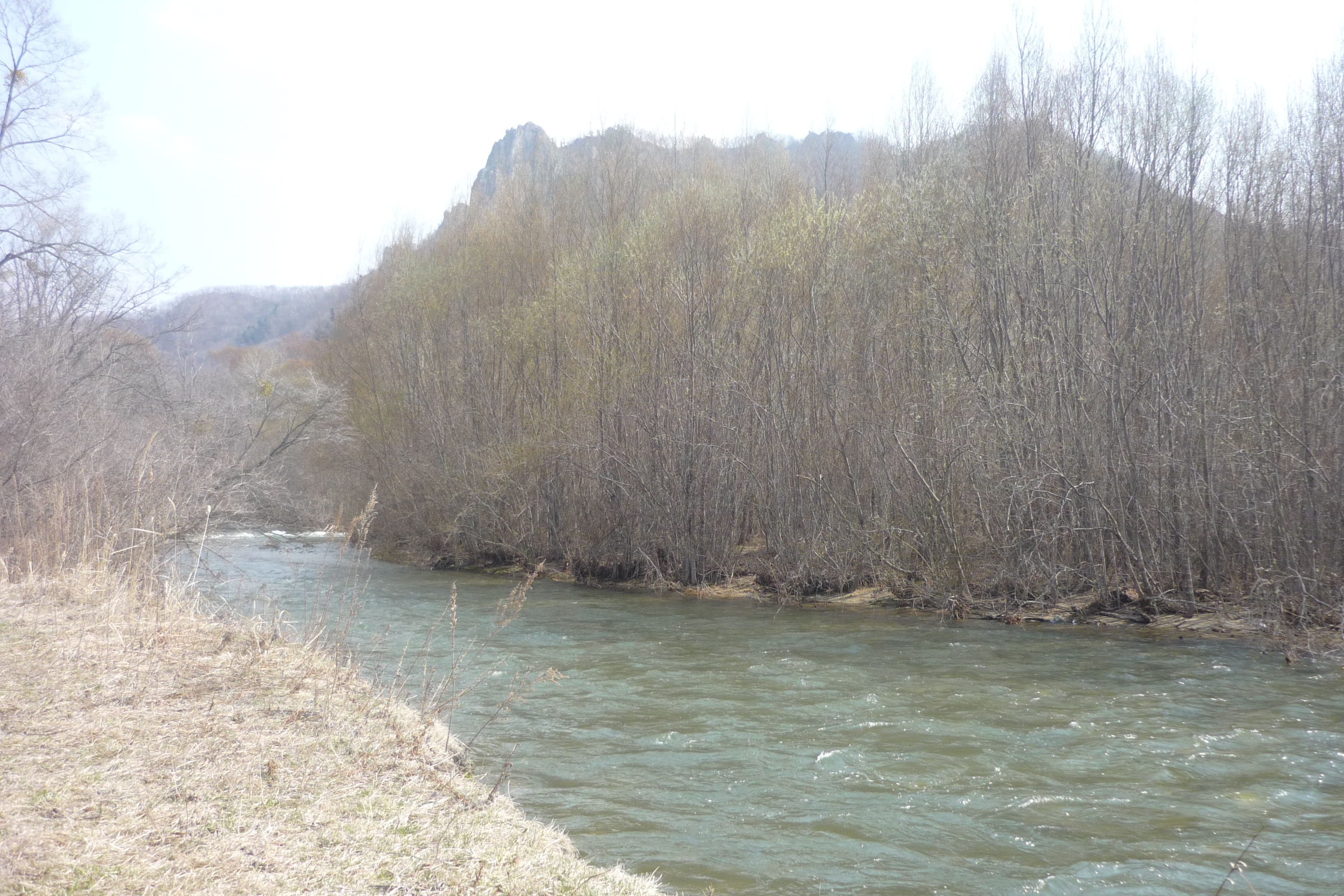
Водопадная у села Николаевка Партизанского района, май 2010 года
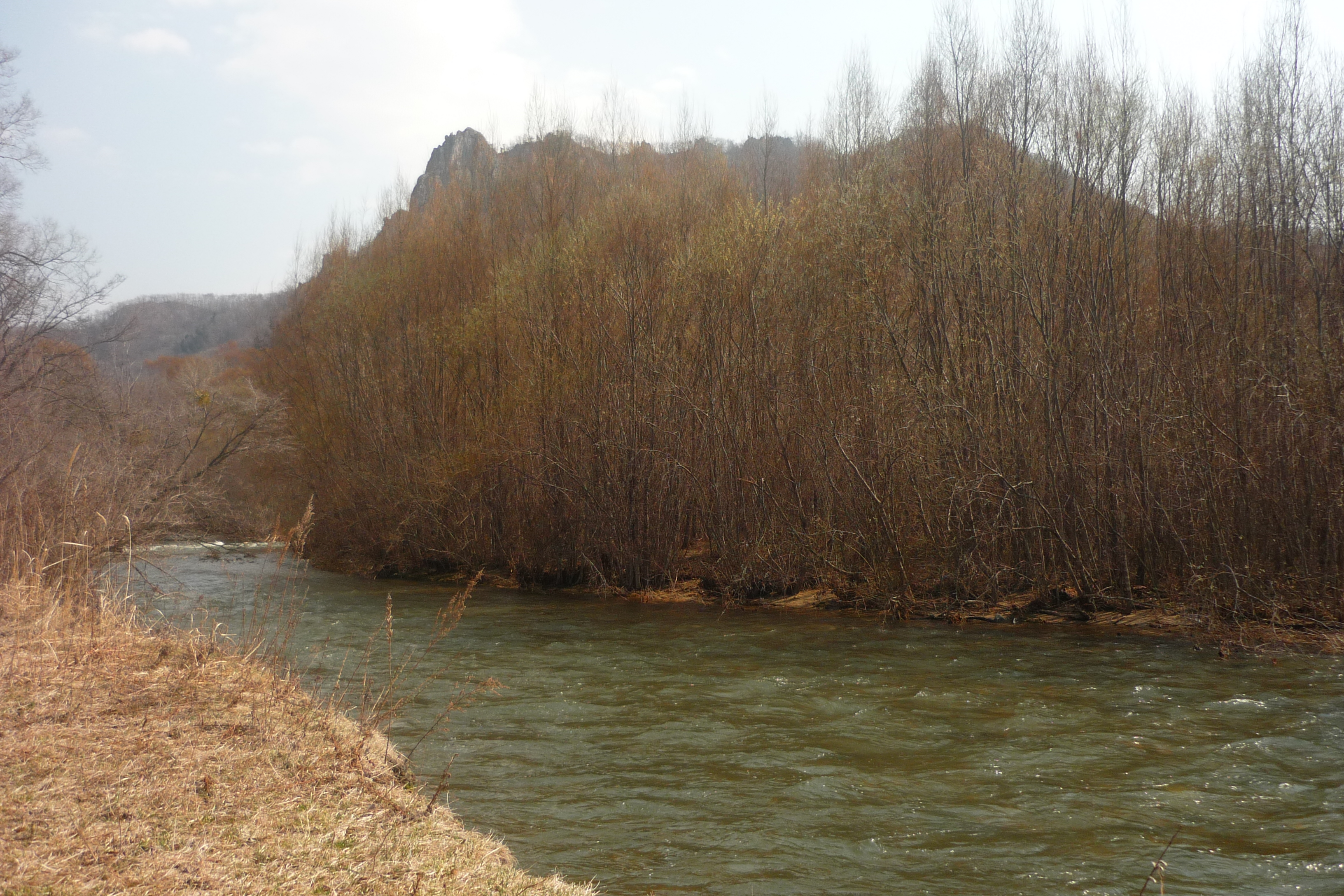
Водопадная у села Николаевка Партизанского района, май 2010 года